# Eggerszell
Eggerszell ist ein Dorf und ein Gemeindeteil der Gemeinde Rattiszell im niederbayerischen Landkreis Straubing-Bogen. Eggerszell liegt in der gleichnamigen Gemarkung an der Staatsstraße 2147 zwischen Ascha und Pilgramsberg.

## Geschichte
Die ehemalige Gemeinde Eggerszell wurde 1946 aufgelöst. Die Orte Eggerszell, Eiermühle, Eiserszell, Gschwellhof und Hinterascha wurden in die Gemeinde Haunkenzell eingegliedert. Bühl, Zisterau und Zisterhof kamen zur Gemeinde Rattiszell. Durch die Auflösung der Gemeinde Haunkenzell im Jahr 1978 und deren Eingemeindung nach Rattiszell, wurden alle Orte der ehemaligen Gemeinde Eggerszell Gemeindeteile der Gemeinde Rattiszell.

### Gemeindeteile und Einwohnerentwicklung
| Einwohnerentwicklung | Einwohnerentwicklung | Jahr | Jahr | Jahr | Jahr | Jahr | Jahr | Jahr | Jahr | Jahr | Jahr | Jahr | Jahr | Jahr | Jahr |
| -------------------- | -------------------- | ---- | ---- | ---- | ---- | ---- | ---- | ---- | ---- | ---- | ---- | ---- | ---- | ---- | ---- |
| Einwohnerentwicklung | Einwohnerentwicklung | 1840 | 1852 | 1861 | 1867 | 1871 | 1875 | 1885 | 1900 | 1925 | 1939 | 1950 | 1961 | 1970 | 1987 |
| Einwohner            | Gemeinde Eggerszell  | 151  | 147  | 153  | 163  | 150  | 171  | 187  | 151  | 185  | 179  |      |      |      |      |
| Einwohner            | Eggerszell           |      |      | 53   |      | 47   | 64   | 84   | 58   | 79   |      | 85   | 86   | 90   | 95   |
| Einwohner            | Bühl                 |      |      | 35   |      | 38   |      |      | 33   | 39   |      |      |      |      |      |
| Einwohner            | Eiermühle            |      |      | 7    |      | 6    | 6    |      | 7    | 5    |      |      |      |      |      |
| Einwohner            | Eiserszell           |      |      | 10   |      | 6    |      |      | 12   | 15   |      |      |      |      |      |
| Einwohner            | Gschwellhof          |      |      | 9    |      | 8    |      |      | 9    | 8    |      |      |      |      |      |
| Einwohner            | Hinterascha          |      |      | 26   |      | 29   |      |      | 21   | 28   |      |      |      |      |      |
| Einwohner            | Zisterau             |      |      | 5    |      | 6    |      |      | 4    | 6    |      |      |      |      |      |
| Einwohner            | Zisterhof            |      |      | 8    |      | 10   |      |      | 7    | 5    |      |      |      |      |      |